# Голованов Володимир Федорович
Володимир Федорович Голова́нов (нар. 4 вересня 1924, Баку — пом. 4 січня 1990, Київ) — український радянський графік і живописець; член Спілки художників України з 1967 року.

## Біографія
Народився 4 вересня 1924 року в місті Баку (тепер Азербайджан). Брав участь у німецько-радянській війні. 1952 року закінчив Бакинське художнє училище, у 1959 році — Київський художній інститут (викладачі Іларіон Плещинський, Сергій Єржиковський).
Жив у Києві, в будинку на Русанівській набережній № 12, квартира 10. Помер у Києві 4 січня 1990 року.

## Творчість
Працював у галузях станкової і книжкової графіки, акварельного живопису, монументального мистецтва. Автор тематичних полотен, пейзажів, натюрмортів. Серод робіт:
- фриз «Праця, відпочинок, види туризму» (1963, інтер'єр Республіканського Будинку юних туристів у Києві);
- вітраж «Заповіт» (1964, у співавторстві);
- картина «Святковий сніп» (1974);

ілюстрації книжок
- «Наш любимий Ленін» (1957);
- «Папський мул» Альфонса Доде (1958);
- «Якщо хлопці всього світу» Жака Ремі (1960);
- «Дітям про Тараса Шевченка» Дмита Красицького (1962);
- «Вірші» Павла Тичини (1966);
- «Анатолій Петрицький» Івана Врони (1968);
- «Щедрівки. Колядки» (1968);

Ілюстрував також твори Тараса Шевченка, Леоніда Первомайського, Михайла Лермонтова.
портрети
- О. Полянського (1960);
- А. Зарубіна (1968);
- Ф. Малицького (1969);
- В. Батюшкова (1972);
- І. Плещинського (1973);

серії
- «Київ будується» (1963, гуаш);
- «По Єнисею» (1966);
- «По Байкалу» (1966);
- «По Середній Азії» (1968–1969, акварель);
- «По НДР» (1969–1970);
- «Містами та селами України» (1969—1972, акварель);
- «По соціалістичній Туві» (1970–1971, акварель);
- «Азербайджан» (1975–1977).

Брав участь у всеукраїнський і всесоюзних мистецьких виставках з 1957 року, зарубіжних з 1959 року. Персональна виставка відбуласі у Києві у 1976 році. У 1976 році вийшов каталог його робіт «Володимир Голованов».